# Valentim Gentil
Valentim Gentil este un oraș în São Paulo (SP), Brazilia.